# Laurence Maroney
Laurence Maroney (født 5. februar 1985 i St. Louis, Missouri, USA) er en tidligere amerikansk footballspiller, der spillede i NFL som running back for New England Patriots og Denver Broncos. Hans karriere strakte sig mellem 2006 og 2010.
Maroney var en del af det New England Patriots-hold, der gik ubesejret gennem 2007-sæsonen frem til Super Bowl. Her måtte man dog overraskende se sig besejret af New York Giants.

## Klubber
- New England Patriots (2006–2010)
- Denver Broncos (2010)